# Santibáñez de la Peña
Santibáñez de la Peña é um município da Espanha na província de Palência, comunidade autónoma de Castela e Leão, de área 111,74 km² com população de 1302 habitantes (2007) e densidade populacional de 13,47 hab/km².

## Demografia
| Variação demográfica do município entre 1991 e 2004 | Variação demográfica do município entre 1991 e 2004 | Variação demográfica do município entre 1991 e 2004 | Variação demográfica do município entre 1991 e 2004 |
| --------------------------------------------------- | --------------------------------------------------- | --------------------------------------------------- | --------------------------------------------------- |
| 1991                                                | 1996                                                | 2001                                                | 2004                                                |
| 1912                                                | 1636                                                | 1434                                                | 1392                                                |

## Links
- Informacíon, historia y fotografías de Santibañez(em castelhano)